# Bezzia monacantha
Bezzia monacantha är en tvåvingeart som beskrevs av Jean-Jacques Kieffer 1925. Bezzia monacantha ingår i släktet Bezzia och familjen svidknott. Inga underarter finns listade i Catalogue of Life.